# Episodi di Barnaby Jones (seconda stagione)
La seconda stagione della serie televisiva Barnaby Jones, composta da 24 episodi, è stata trasmessa in anteprima negli Stati Uniti d'America dalla CBS dal 16 settembre 1973 al 31 marzo 1974. In Italia è stata trasmessa in chiaro su Rete 2 nel 1978.
| nº | Titolo originale           | Titolo italiano                       | Prima TV USA      | Prima TV Italia |
| -- | -------------------------- | ------------------------------------- | ----------------- | --------------- |
| 1  | Blind Terror               | Terrore cieca                         | 16 settembre 1973 | 1978            |
| 2  | Death Leap                 | Salti mortali                         | 23 settembre 1973 | 1978            |
| 3  | Echo of a Murder           | Eco per un omicidio                   | 30 settembre 1973 | 1978            |
| 4  | Day of the Viper           | Il giorno della vipera                | 7 ottobre 1973    | 1978            |
| 5  | Trial Run for Death        | Prova mortale                         | 14 ottobre 1973   | 1978            |
| 6  | Catch Me If You Can        | Prova a catturarmi                    | 21 ottobre 1973   | 1978            |
| 7  | Divorce - Murderer's Style | Divorzio con omicidio                 | 28 ottobre 1973   | 1978            |
| 8  | The Deadly Prize           | Premio mortale                        | 4 novembre 1973   | 1978            |
| 9  | Stand-In for Death         | Sostituto per morire                  | 11 novembre 1973  | 1978            |
| 10 | The Black Art of Dying     | Arte nera                             | 25 novembre 1973  | 1978            |
| 11 | The Killing Defense        | Difesa omicida                        | 2 dicembre 1973   | 1978            |
| 12 | Fatal Flight               | Volo fatale                           | 9 dicembre 1973   | 1978            |
| 13 | Secret of the Dunes        | I segreti delle dune                  | 16 dicembre 1973  | 1978            |
| 14 | Venus as in Flytrap        | Venere come una mosca                 | 6 gennaio 1974    | 1978            |
| 15 | The Deadly Jinx            | Fregatura mortale                     | 13 gennaio 1974   | 1978            |
| 16 | The Platinum Connection    | Connessioni di platino                | 20 gennaio 1974   | 1978            |
| 17 | Programmed for Killing     | Programmato per uccidere              | 27 gennaio 1974   | 1978            |
| 18 | A Gold Record for Murder   | Un disco d'oro per un omicidio        | 10 febbraio 1974  | 1978            |
| 19 | Friends Till Death         | Amici anche nella morte               | 17 febbraio 1974  | 1978            |
| 20 | Rendezvous with Terror     | Incontro nel terrore                  | 24 febbraio 1974  | 1978            |
| 21 | Dark Legacy                | Eredità oscure                        | 3 marzo 1974      | 1978            |
| 22 | Woman in the Shadows       | Una donna nell'ombra                  | 10 marzo 1974     | 1978            |
| 23 | Image in a Cracked Mirror  | Le immagini di uno specchio distrutto | 24 marzo 1974     | 1978            |
| 24 | Foul Play                  | Giochi scorretti                      | 31 marzo 1974     | 1978            |

## Terrore cieca
- Titolo originale: Blind Terror
- Diretto da: Walter Grauman
- Scritto da: Robert Malcolm Young

### Trama
Barnaby indaga sulla scomparsa di una giovane ragazza (che dopo aver assistito ad un omicidio), ma ad assistere alla scomparsa è un giovane non vedente. Barnaby trova il modo per risolvere il caso prima che il ragazzo diventi un bersaglio.

## Salti mortali
- Titolo originale: Death Leap
- Diretto da: Seymour Robbie
- Scritto da: Benjamin Masselink

### Trama
Barnaby indaga sull'omicidio di un presunto suicida, scoprendo che c'era stata una rapina di gioielli nella gioielleria accanto proprio nello stesso momento in cui l'uomo è saltato.

## Eco per un omicidio
- Titolo originale: Echo of a Murder
- Diretto da: Walter Grauman
- Scritto da: Calvin Clements Jr.

### Trama
Un amico di Hal, il figlio di Barnaby, chiede aiuto allo stesso Barnaby per scagionare il proprietario di una loggia per l'omicidio di sua moglie, Barnaby riesce a trovare prove che lo scagionano, ma non tutto è come sembra.

## Il giorno della vipera
- Titolo originale: Day of the Viper
- Diretto da: Walter Grauman
- Scritto da: Barry Oringer

### Trama
Barnaby indaga sulla morte di un uomo morso da un serpente a sonagli, sospettando presto che qualcuno voleva l'uomo morto.Barnaby 

## Prova mortale
- Titolo originale: Trial Run for Death
- Diretto da: Lawrence Dobkin
- Scritto da: Robert W. Lenski

### Trama
Barnaby viene assunto da un uomo per indagare sulla morte di un pilota automobilistico dovuta ad un incidente avvenuto durante le prove, ma Barnaby crede che sia stato un omicidio.

## Prova a prendermi
- Titolo originale: Catch Me If You Can
- Diretto da: Walter Grauman
- Scritto da: George Schenck

### Trama
Un detective amico di Barnaby, intento a catturare un assassino, riceve lettere dall'uomo che lo minaccia, e l'uomo riesce ad ucciderlo e Barnaby indaga.

## Divorzio con omicidio
- Titolo originale: Divorce - Murderer's Style
- Diretto da: Lawrence Dobkin
- Scritto da: Robert Heverly

### Trama
Barnaby viene assunto da una donna per indagare sull'omicidio della nipote avvenuto durante una rapina finita male.

## Premio mortale
- Titolo originale: The Deadly Prize
- Diretto da: Michael Caffey
- Scritto da: B. W. Sanderful

### Trama
Barnaby indaga sull'omicidio di un operaio avvenuto su un molo in circostanze sospette, e sospetta di una compagnia di assicurazioni proprietaria del cantiere nautico.

## Sostituto per morire
- Titolo originale: Stand-Un for Death
- Diretto da: Walter Grauman
- Scritto da: Robert W. Lenski

### Trama
Barnaby viene ingaggiato da una donna per ritrovare suo fratello scomparso da giorni, sospettando di una donna e un altro ragazzo visti con lui nella sua barca.

## Arte nera
- Titolo originale: The Black Art of Dying
- Diretto da: Walter Grauman
- Scritto da: Mark Weingart

### Trama
Barnaby viene assunto per indagare sulla strana morte di un uomo, non credendo alle chiacchiere psichiche di un sensitivo e sospetta che ancora una volta il denaro sia alla radice di tutti i mali.

## Difesa omicida
- Titolo originale: The Killing Defense
- Diretto da: Michael Caffey
- Scritto da: Dick Nelson

### Trama
Barnaby indaga sulla scomparsa di un uomo coinvolto nel furto di un milione di dollari in gioielli preziosi, e sospetta che l'uomo abbia commesso un atto scorretto.

## Volo fatale
- Titolo originale: Fatal Flight
- Diretto da: Michael Caffey
- Scritto da: Calvin Clements Jr.

### Trama
Barnaby viene assunto dal proprietario di un'azienda per indagare sulla morte di uno dei membri del consiglio di amministrazione, lasciandogli poco dopo un misterioso messaggio che allude a possibili disordini all'interno della sua azienda.

## I segreti delle Dune
- Titolo originale: Secret of the Dunes
- Diretto da: Alf Kjellin
- Scritto da: B.W. Sanderful

### Trama
Barnaby indaga sull'omicidio di un motociclista e scopre che è collegata ad un altro caso riguardante la scomparsa di una donna, compagna di un uomo d'affari.

## Venere come una mosca
- Titolo originale: Venus as in Flytrap
- Diretto da: Corey Allen
- Scritto da: Jackson Gillis e Robert Heverly

### Trama
Barnaby indaga sulla strana morte di una donna paralizzata, caduta nella piscina della sua casa, e sospetta del marito che ha ucciso la sua amante.

## Fregatura mortale
- Titolo originale: The Deadly Jinx
- Diretto da: Robert Douglas
- Scritto da: Robert W. Lenski

### Trama
Barnaby indaga su alcuni incidenti mortali e crede che sia più di una semplice coincidenza.

## Le connessioni di platino
- Titolo originale: The Platinum Connection
- Diretto da: Seymour Robbie
- Scritto da: Calvin Clements Jr.

### Trama
Barnaby indaga su una rapina che ha coinvolto un carico di platino per un valore di $500.000, ma sospetta che possa trattarsi di un lavoro interno.

## Programmato per uccidere
- Titolo originale: Programmed for Killing
- Diretto da: Marc Daniels
- Scritto da: B.W. Sanderful

### Trama
Barnaby viene assunto da una donna per indagare sulla sospetta morte del padre, sospettando del furto di una merce e dell'hacking nel sistema informatico.

## Un disco d'oro per un omicidio
- Titolo originale: A Gold Record for Murder
- Diretto da: George McCowan
- Scritto da: Larry Brody

### Trama
Barnaby viene assunto dai genitori di un affermato cantautore morto per overdose di eroina.

## Amici anche nella morte
- Titolo originale: Friends Till Death
- Diretto da: Russ Mayberry
- Scritto da: Robert Heverly

### Trama
Betty esorta Barnaby ad indagare sull'omicidio di un suo vecchio fidanzato, e sospettano di un altro vecchio fidanzato di Barnaby.

## Incontro nel terrore
- Titolo originale: Rendezvous with Terror
- Diretto da: Seymour Robbie
- Scritto da: Calvin Clements Jr.

### Trama
Barnaby viene assunto da un uomo molto influente del Sud America per trovare suo figlio, che ha forti legami politici con il suo paese.

## Eredità oscure
- Titolo originale: Dark Legacy
- Diretto da: Gene Nelson
- Scritto da: Robert W. Lenski

### Trama
Barnaby viene assunta da una giovane vedova per indagare sulla morte di suo marito, poco dopo un amante della stessa donna muore in circostanze misteriose e Barnaby sospetta che i due morti sia collegati.

## Una donna nell'ombra
- Titolo originale: Woman in the Shadows
- Diretto da: Walter Doniger
- Scritto da: B.W. Sanderful

### Trama
Barnaby indaga su un incidente automobilistico in cui sono morte due persone, sospettando un insabbiamento che coinvolge il chirurgo plastico della donna e la sua infermiera.

## Le immagini di uno specchio rotto
- Titolo originale: Image in a Cracked Mirror
- Diretto da: William Hale
- Scritto da: Gerald Sanford

### Trama
Barnaby viene assunta da una donna del Missouri, per localizzare suo marito scomparso insieme ai suoi gioielli, ma Barnaby scopre che l'uomo è un truffatore.

## Giochi scorretti
- Titolo originale: Foul Play
- Diretto da: Walter Grauman
- Scritto da: Larry Brody e Calvin Clements

### Trama
Barnaby viene assunto da una donna, nonché sorella di un giocatore di basket per indagare sulla morte di suo marito.